# Austefjorden (Volda)
Austefjorden er en fjordarm af Voldsfjorden (eller Voldafjorden) og ligger i Volda kommune på Sunnmøre i Møre og Romsdal fylke i Norge. Her ligger bygderne Hjartåbygda, Fyrde, Kalvatn og Høydal.
I bygderne er der primært landbrug, men der bliver også satset på turisme og industri. 
- Austefjorden har pr. i dag egen kirke, børnehave, børneskole og ungdomsskole sammen med Høydal og Bjørke i Ørsta kommune.
- Mange er aktive i bygdernes kulturliv som hovedsagelig drejer sig om idræt, ungdomsforening samt kristne foreninger  og organisationer.
- Hvert efterår  arrangeres motionsløbet «Sundalen rundt»  for alle i alle aldre.

I efteråret 2012 åbnede en ny vejstrækning mellem Austefjord og Hornindal (Kvivsvegen). Denne vej har været politisk strid i mange tiår. Den blev  kompletteret i  2014 med forbedret og sikret mod bjergskred til Volda centrum.